# Bijele ruže
Bijele ruže è il secondo album della cantante croata Maja Blagdan, pubblicato nel 1994 attraverso l'etichetta discografica Croatia Records.

## Tracce
CD e download digitale
1. Bijele ruže – 4:34
2. Cura za sve – 3:23
3. Tajno – 4:49
4. Rajski cvite moj – 4:29
5. Ja verujem u te – 4:04
6. Ti si čovjek moj – 4:08
7. Leti golube – 3:28
8. Marinero – 4:10
9. Sveta Majko – 4:21
10. Anđele moj – 4:10